# Паночіні Сергій Сергійович
Паночі́ні (Карака́ш) Сергій Сергійович (1891, Полтавщина — 1931) — український зоолог і мовознавець, автор низки праць з української зоологічної номенклатури і з малакології, особливо відомий як упорядник українських назв безхребетних тварин.

## Найвідоміші наукові доробки
Сергій Паночіні — упорядник двох найвідоміших біологічних словників дорепресійного періоду:

Титульна сторінка видання «Словник біологічної термінології» (1931)

- «Словник зоологічної номенклатури». Ч. 3. «Назви безхребетних тварин. Evertebrata». — Київ, 1928
- «Словник біологічної термінології». — Харків, 1931.

Перше з цих видань перевидано 2005 року Інститутом зоології у зв'язку з визнаною фахівцями необхідністю повернення до витоків української зооніміки, суттєво видозміненої у періоди мовних репресій, розпочатих 1933–1935 років, і продовжених на десятиліття подальших русифікацій.
У словнику 1931 року, впорядкованому С. Паночіні, наводилися як актуальні такі зооніми (тут приклади із ссавцями): вивірка, їжатець, кажан, сарна, сліпець, щур тощо.

## Біографічні деталі
Народився 1891 року на Полтавщині. Відомі віхи життя (роботи) пов'язані з київськими інституціями.
Паночіні був одним з фундаторів Акційного Товариства під назвою «Товариство „Час“ у Києві».
Працював штатним співробітником, редактором, секретарем Зоологічної секції Природничого відділу Інституту української наукової мови ВУАН (1925–1930 pp.).
Був секретарем редакційної колегії «Вісника Інституту української наукової мови».
Працював у часописі «Сніп»
Припускається, що був репресований. Причина і дата смерті не відомі. На час видання останньої відомої праці (1931) йому було рівно 40 років.